# 宇土市立緑川小学校
宇土市立緑川小学校（うとしりつ みどりかわしょうがっこう）は、熊本県宇土市野鶴町にある公立小学校。

## 沿革
- 1874年 （明治7年）- 立石に新開小学校、辺田に笹原小学校が設立
- 1879年（明治12年） - 緑川村立新開小学校、緑川村立笹原小学校となる。
- 1887年（明治20年） - 尋常小学校と改称
- 1895年（明治28年） - 新開尋常小学校と笹原尋常小学校が統合し緑川尋常小学校となる。
- 1921年（大正10年） - 高等科併設
- 1926年（大正15年） - 花園青年訓練所設置
- 1939年（昭和14年） - 馬の瀬分校を合併
- 1941年（昭和16年） - 緑川国民学校と改称
- 1947年（昭和22年） - 緑川村立緑川小学校と改称
- 1954年（昭和29年） - 宇土町立緑川小学校と改称
- 1958年（昭和33年） - 市制移行により宇土市立緑川小学校と改称